# Cimetière national des États-Unis

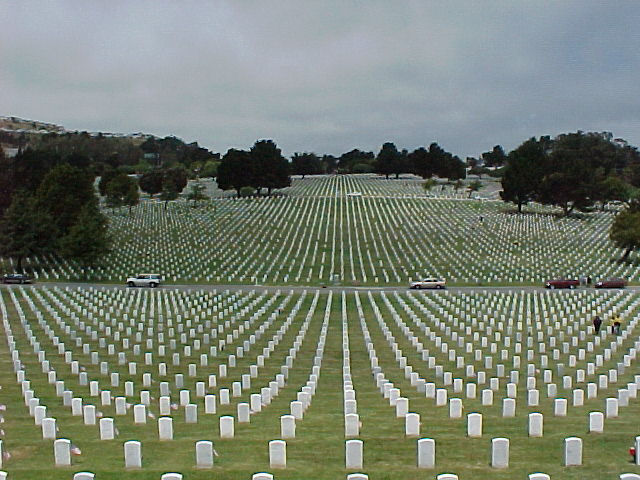
Golden Gate National Cemetery, Californie.

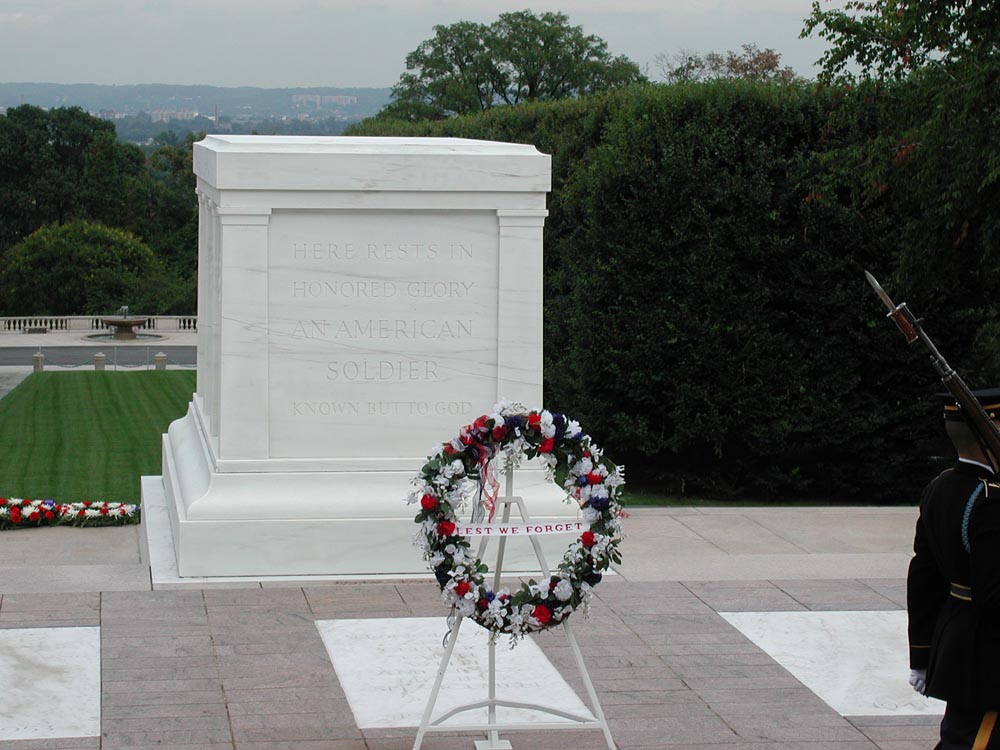
Cimetière national d'Arlington, Virginie.

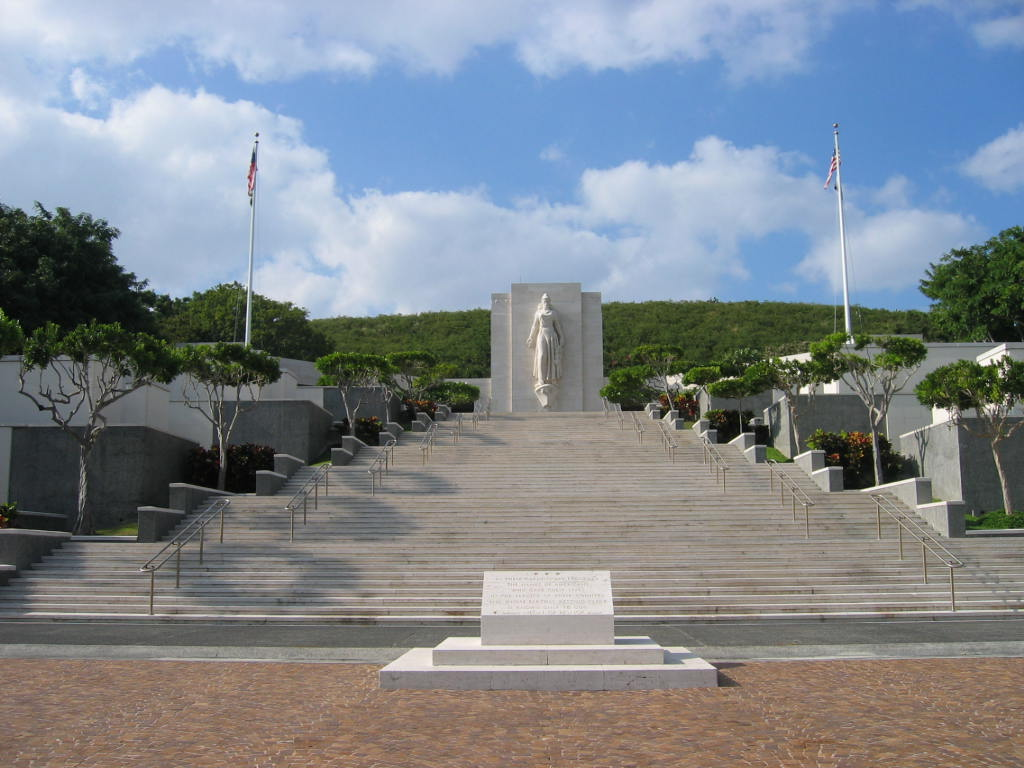
National Memorial Cemetery of the Pacific, Hawaï.

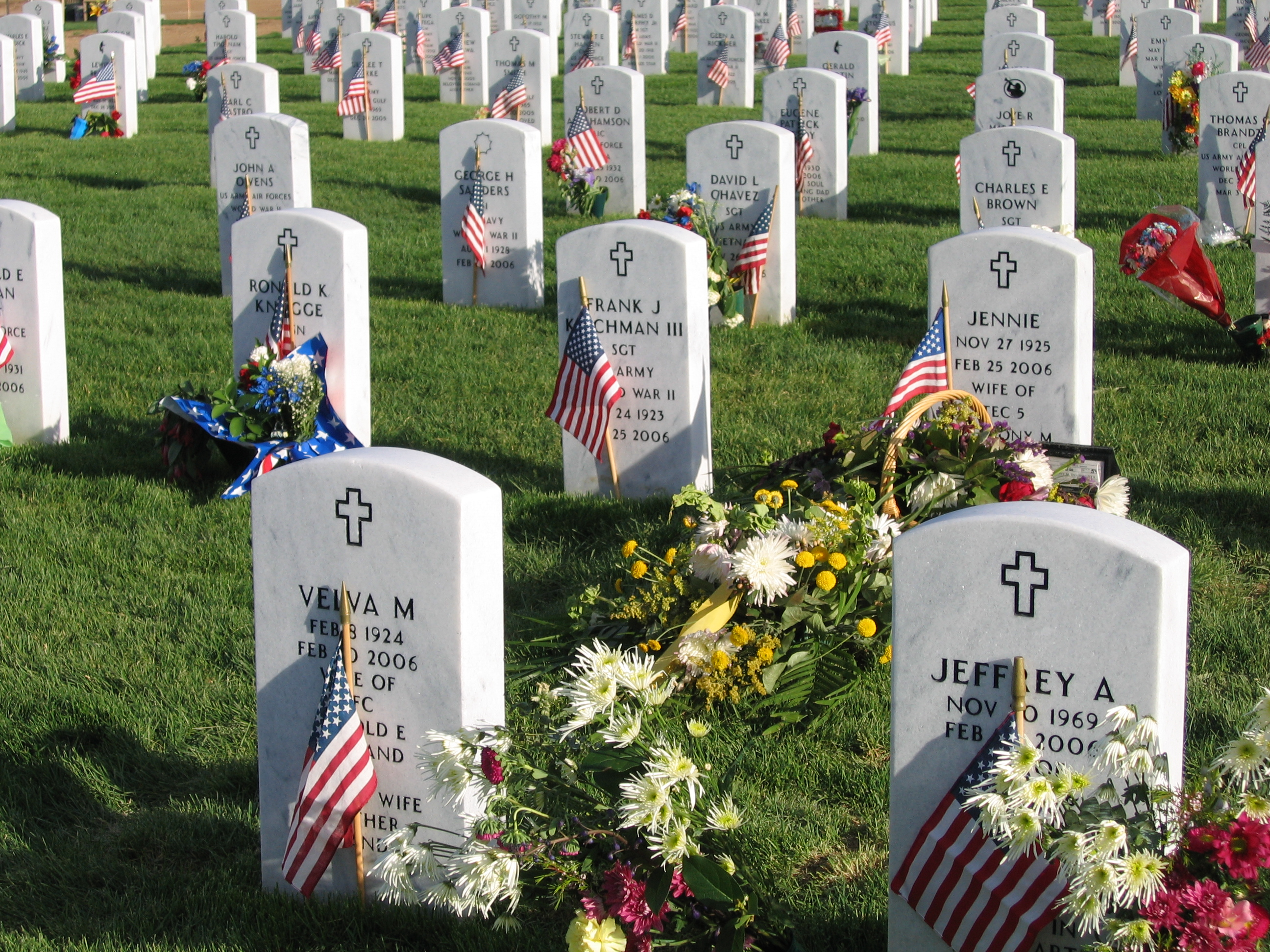
Tombes au Fort Logan National Cemetery lors du Memorial Day de 2006.

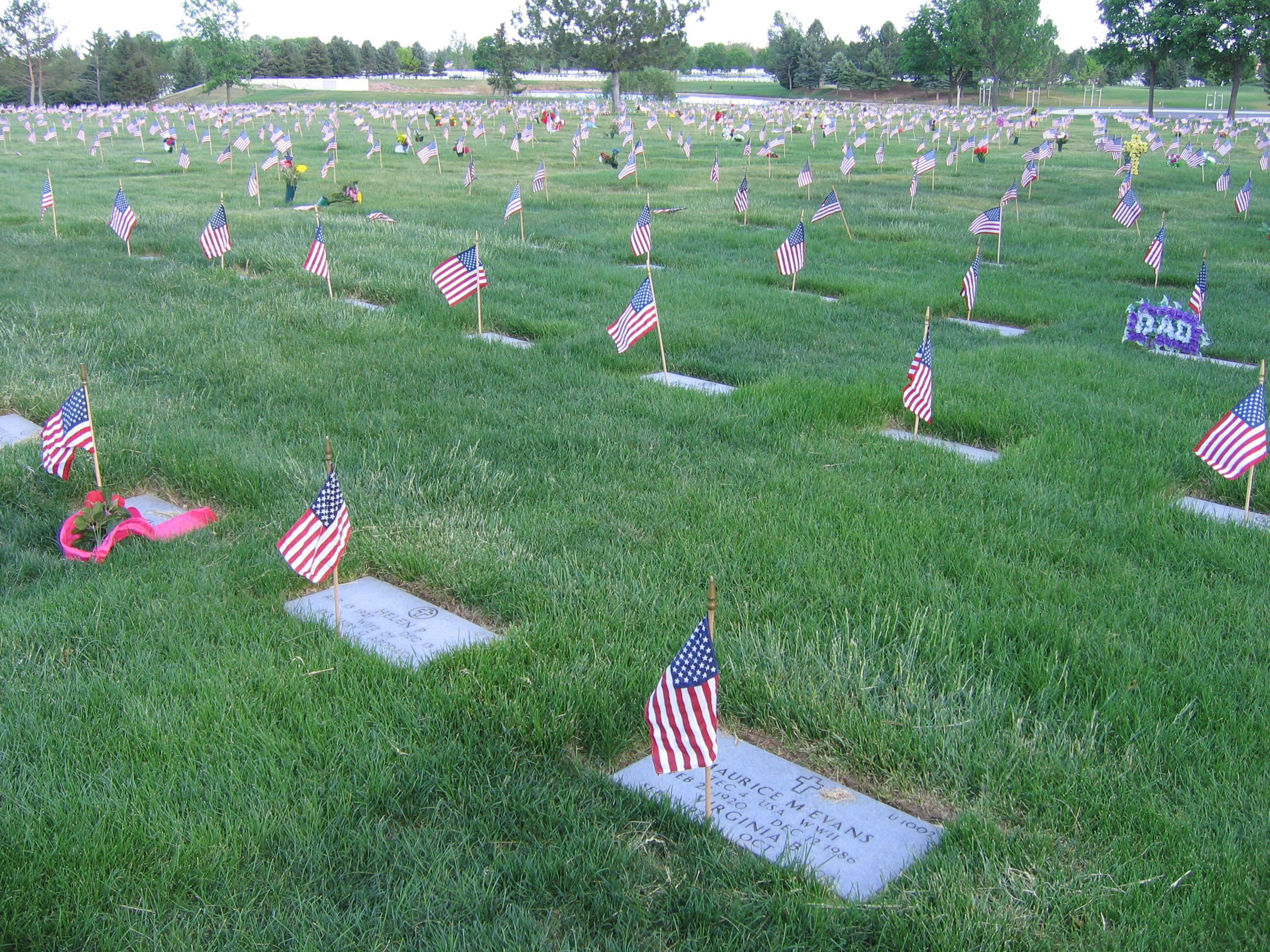
Petits drapeaux au Fort Logan National Cemetery pendant le Memorial Day 2006. Le cimetière a des inscriptions disposées à plat, une pratique largement utilisée dans les parcelles récentes de ce cimetière.

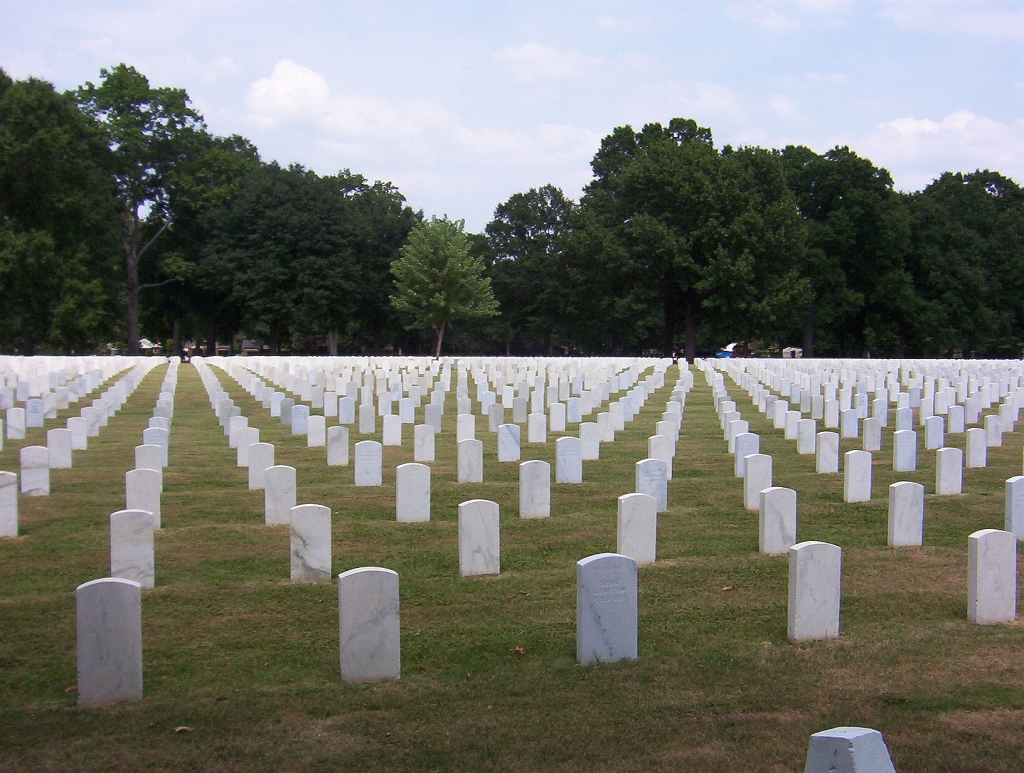
Cimetière national à Memphis, dans le Tennessee.

« Cimetière national des États-Unis » (United States National Cemetery) est une désignation pour 147 cimetières nationaux importants des États-Unis. L'autorité pour la création de lieux d'inhumation militaires fut instituée pendant la guerre de Sécession, par une loi du Congrès  votée le 17 juillet 1862, 14 cimetières nationaux sont alors créés.
Un cimetière national est généralement un cimetière militaire abritant les tombes de militaires américains, d'anciens combattants et de leurs épouses mais pas exclusivement.
Le plus connu des cimetières nationaux est le cimetière national d'Arlington dans le comté d'Arlington (Virginie), situé dans la proche banlieue de Washington.
Certains cimetières nationaux, spécialement celui d'Arlington, abritent les tombes d'importants leaders civils ou d'autres personnalités nationales. Certains cimetières nationaux abritent des soldats confédérés.
En plus des cimetières nationaux, il existe des cimetières d'anciens combattants.
L'administration des cimetières nationaux (National Cemetery Administration) dépend du Département des Anciens combattants des États-Unis (United States Department of Veterans Affairs), elle entretient 131 des 147 cimetières nationaux. Le département de l'Armée en entretient deux, celui d'Arlington et l'United States Soldiers' and Airmen's Home National Cemetery (en). Le National Park Service (NPS) entretient 14 cimetières associés à des sites ou des champs de bataille historiques. En plus, l'American Battle Monuments Commission, une agence fédérale indépendante, entretient 24 cimetières américains en dehors des États-Unis (voir liste ci-dessous).

## Source
- (en) Cet article est partiellement ou en totalité issu de l’article de Wikipédia en anglais intitulé « United States national cemetery » (voir la liste des auteurs).